# West Wimmera Shire
Koordinaten: 37° 3′ S, 141° 18′ O

West Wimmera Shire ist ein lokales Verwaltungsgebiet (Local Government Area) im australischen Bundesstaat Victoria. Das Gebiet ist 9108,2 km² groß und mit knapp 3900 Einwohnern nach Bevölkerung die zweitkleinste LGA nach dem Queenscliffe Borough.
West Wimmera ist entlang der Westgrenze Victorias zu South Australia gelegen und etwa 380 km von der Hauptstadt Melbourne entfernt. Es schließt folgende Ortschaften ein: Kaniva, Apsley, Edenhope, Douglas, Serviceton, Goroke, Chetwynd, Harrow und Dergholm. Der Sitz des City Councils befindet sich in Edenhope in der Südhälfte der LGA mit knapp 700 Einwohnern.
Im Shire gibt es etwa 3000 Feuchtgebiete, ein Viertel aller Feuchtgebiete in Victoria, und zahlreiche Seen, die aber oft nicht ganzjährig Wasser führen. Außerdem liegt der Little-Desert-Nationalpark in dem Gebiet, ein 1.320 km² großes, sandiges und wenig fruchtbares Gebiet, das aber eine vielfältige Pflanzen- und Vogelwelt aufzuweisen hat.
West Wimmera lebt von der Landwirtschaft und Schaf- und Rinderzucht bzw. Getreideanbau sind die Haupteinnahmequellen in der Region.

## Verwaltung
Der West Wimmera Shire Council hat fünf Mitglieder, die von den Bewohnern der LGA gewählt werden. West Wimmera ist nicht in Bezirke untergliedert. Aus dem Kreis der Councillor rekrutiert sich auch der Mayor (Bürgermeister) des Councils.